# 埃達縣
埃達縣（英語：Ada County）是美国爱达荷州西部的一個縣，面積2,746平方公里。根據2020年美國人口普查，共有人口49萬4,967人。縣治博伊西也是州的首府。該州成立於1864年12月22日。縣名是當地出生的第一名白人嬰孩的名字。